# Schlacht von Culblean
Schlachten des Ersten Schottischen Unabhängigkeitskrieges

Berwick – Dunbar – Stirling Bridge – Falkirk – Roslin – Stirling Castle – Methven – Dalry – Glen Trool – Loudoun Hill – Inverurie – Brander – Perth – Bannockburn – Berwick – Berwick – Myton – Byland – Weardale
Schlachten des Zweiten Schottischen Unabhängigkeitskrieges

Kinghorn – Dupplin Moor – Annan – Berwick – Halidon Hill – Boroughmuir – Culblean – Neville’s Cross
Die Schlacht von Culblean fand am 30. November 1335 während des Zweiten Schottischen Unabhängigkeitskrieges statt. Die Schotten unter ihrem Anführer Sir Andrew Murray konnten die Truppen Edward Balliols unter dem Befehl von David Strathbogie vernichtend schlagen.

## Vorgeschichte
Trotz der schweren Niederlage in der Schlacht bei Halidon Hill 1333 kam es wiederholt zu Konflikten zwischen den schottischen Adligen und dem von Edward III. eingesetzten König Edward Balliol und dessen Unterstützern. Insbesondere Andrew Murray, dessen Vater mit Robert the Bruce gekämpft hatte, gehörte zu den einflussreichsten Verfechtern einer schottischen Unabhängigkeit und wurde vom schottischen Adel mit dem Amt des Guardian of Scotland bedacht. Aufgrund seines Einflusses wurde er jedoch 1332 von den Engländern in Gefangenschaft genommen. Mit seiner Freilassung, wahrscheinlich Ende 1334, hoffte Balliol allerdings einen Vermittler in dem sich weiter ausbreiteten Konflikt mit den schottischen Loyalisten gewonnen zu haben. Murray begann jedoch – erneut in das Amt der Guardian of Scotland berufen – unter dem Anschein von Friedensverhandlungen innenpolitische Gegner auszuschalten.
Zum offenen Konflikt zwischen Edward Balliol und den Loyalisten kam es im Spätherbst 1335. Balliol ernannte im Oktober  David Strathbogie, Titular-Earl of Atholl zum Guardian of Scotland nördlich des Forth, während er sich selbst für den Winter nach Northumberland zurückzog. Strathbogie startete eine Kampagne zur Eroberung alles freien Grundbesitzes nördlich des Forth. Als Höhepunkt dieses mit äußerster Grausamkeit in Südschottland geführten Feldzuges belagerte er Kildrummy Castle in Aberdeenshire, das von einer Besatzung unter dem Kommando von Christian Bruce, der Frau von Andrew Murray verteidigt wurde. Murray führte zu dieser Zeit Verhandlungen mit den Engländern, doch als er von der Belagerung  erfuhr, brach er die Verhandlungen ab und marschierte mit seinen Truppen nach Norden. Die Engländer ließen ihn ziehen, denn sie erwarteten, dass seine Armee ähnlich entscheidend geschlagen würde wie die schottischen Armeen bei Dupplin Moor und Halidon Hill. Damit wäre der schottische Widerstand endgültig zerschlagen. Murray erhielt auf dem Weg nach Norden Unterstützung durch den Earl of March, William Douglas, Alexander Ramsay und Lawrence Preston, so dass seine Armee etwa 800 Mann umfasste.

## Schlachtverlauf
Strathbogie wurde natürlich von den Engländern vor dem Anmarsch des schottischen Heeres gewarnt. Er brach umgehend die Belagerung ab, um die Schotten im Wald von Culblean abzufangen. Der genaue Ort und Ablauf der Schlacht sind umstritten. Vermutlich blockierte Strathbogies Heer in hügeligen Gelände den Weg zum Boultenstone Pass nach Kildrummy an einer Furt über einen Bach, den Vat Burn. Dabei lagerte Strathbogies Armee auf einer leicht zu verteidigenden Anhöhe, die die Furt überblickte.
Murrays Heer war inzwischen durch die etwa 300 Mann starke Besatzung von Kildrummy Castle verstärkt worden, die von dem ortskundigen John of the Craig aus Auchindoir geführt wurde. Dadurch erfuhr Murray, dass Strathbogie die Belagerung abgebrochen hatte, worauf er nun seinerseits einen Überraschungsangriff auf das Lager der Engländer im Wald von Culblean durchzuführen wollte. Er durchquerte mit seinem Heer den Dee vermutlich durch eine Furt bei Dinnet.  Anschließend bezog er in der Hall of Logie Ruthven Quartier, einem befestigten Anwesen am Loch Davan. Craig riet Murray, die Pferde zurückzulassen, um im Schutze der Nacht Strathbogies Lager zu umzingeln und in einem Überraschungsangriff anzugreifen. Der Anmarsch der schottischen Armee wurde aber von Spähern entdeckt, die Strathbogie aufgestellt hatte. Sie alarmierten Strathbogie, der daraufhin sein Heer kampfbereit machte. Als die von William Douglas geführte schottische Vorhut die Furt über den Vat Burn erreichte, stellte sie fest, dass Strathbogies Heer sie kampfbereit erwartete. Daraufhin stockte der schottische Vormarsch. Strathbogie glaubte, dass der Kampfgeist der Schotten gebrochen war, nachdem sie entdeckt hatten, dass sie den Gegner nicht mehr überraschend angreifen konnten. Er führte in dem Glauben, die gesamte schottische Armee vor sich zu haben, seine Armee zum Angriff. Als Strathbogies Armee den Vat Burn überqueren wollte, ging Douglas mit seiner Vorhut  zum Gegenangriff über. Nachdem sich die Reihen der gegnerischen Armeen getroffen hatten, griff Murray die nun offene Flanke Strathbogies von erhöhtem Gelände aus an. Robert Brady, einer der Ritter Strathbogies, wurde bei der Furt getötet, worauf die größtenteils zwangsweise zum Kriegsdienst verpflichteten Truppen Strathbogies flüchten. Mangelnde Kenntnis des Schlachtfeldes und das Fehlen von Bogenschützen beschleunigten die Niederlage von Strathbogie. Er selbst kämpfte, so die Überlieferung, mit einigen wenigen Getreuen im Schutz einer Eiche bis zum Tod. Ein Teil seiner Truppen floh nach Kinord Castle, einer Burg auf einer Insel im nahen Loch Kinord. Dort mussten sie sich jedoch am nächsten Tag der schottischen Übermacht ergeben.

## Folgen
Vor der Schlacht hatte Murray bereits Verhandlungen mit den Engländern geführt und war offenbar bereit gewesen, sich Balliol zu unterwerfen. Hätte er die Schlacht verloren, wäre der schottische Unabhängigkeitskampf vermutlich zusammengebrochen. So wurde der schottische Sieg jedoch zum Wendepunkt des Krieges. Der Krieg war in der Folge nicht mehr nur ein Krieg zwischen rivalisierenden Magnaten, sondern wurde zum Unabhängigkeitskrieg der Schotten gegen die englische Vorherrschaft. In einem jahrelangen Kleinkrieg konnte Murray bis 1338 die Engländer aus ihren Garnisonen in Südschottland vertreiben. Edward Balliol verlor einen Großteil der Unterstützung seitens des schottischen Adels und wurde 1338 aus Schottland vertrieben.